# Ketro (Tulakan)
Ketro is een bestuurslaag in het regentschap Pacitan van de provincie Oost-Java, Indonesië. Ketro telt 8310 inwoners (volkstelling 2010).